# Amani (Münze)
Amani ist die Bezeichnung für eine ehemalige afghanische Goldmünze, die während der Regierungszeit von König Amanullah Khan ab 1921 bis 1929 ausgegeben wurde. Amani ist ein arabisches Wort, das auch als weiblicher Vorname gebraucht wird, mit der Bedeutung Wunsch, Verpflichtung, Sehnsucht. Die Münze wurde 1:1 zum britischen Pfund getauscht. Nach der Währungsreform 1926 entsprachen 20 Afghani einem Amani.

## Münzen
| Nennwert | Ausgabe- jahr            | Material | Durchmesser (mm.) | Gewicht (gr.) | Rand | Vorderseite                        | Rückseite                                                               | Bild |
| -------- | ------------------------ | -------- | ----------------- | ------------- | ---- | ---------------------------------- | ----------------------------------------------------------------------- | ---- |
| ½ Amani  | 1920/21 (1299)           | 900er Au | 16,00             | 2,275         |      | Tughra im Lorbeerkranz Ausgabejahr | Von Lorbeerkranz umgeben in einem siebeneckigen Stern Moschee und Säbel |      |
| 1 Amani  | 1920/21 (1299)           | 900er Au | 22,50             | 4,55          |      | Tughra im Lorbeerkranz Ausgabejahr | Von Lorbeerkranz umgeben in einem siebeneckigen Stern Moschee und Säbel |      |
| 2 Amani  | 1920/21-1925 (1299-1303) | 900er Au | 24,00             | 9,10          |      | Tughra im Lorbeerkranz Ausgabejahr | Von Lorbeerkranz umgeben in einem siebeneckigen Stern Moschee und Säbel |      |
| 5 Amani  | 1920/21 (1299)           | 900er Au | 33,50             | 22,75         |      | Tughra im Lorbeerkranz Ausgabejahr | Von Lorbeerkranz umgeben in einem siebeneckigen Stern Moschee und Säbel |      |
| ½ Amani  | 1926-1928 (1304-1306)    | 900er Au | 18,00             | 3,00          |      | Tughra im Lorbeerkranz Ausgabejahr | Von Lorbeerkranz umgeben Moschee und Säbel                              |      |
| 1 Amani  | 1926-1928 (1304-1306)    | 900er Au | 23,00             | 6,00          |      | Tughra im Lorbeerkranz Ausgabejahr | Von Lorbeerkranz umgeben Moschee und Säbel                              |      |
| 2½ Amani | 1928 (1306)              | 900er Au | 29,00             | 15,00         |      | Tughra im Lorbeerkranz Ausgabejahr | Von Lorbeerkranz umgeben Moschee und Säbel                              |      |